# Ozinies
Ozinies, nekadašnje pleme, i možda selo, konfederacije Nanticoke, koji su živjeli na južnoj strani rijeke Chester u Marylandu, oko 15 milja (24 km) od njezinog ušća. Smith je 1608., u vrijeme njegovog posjeta, procjenio njihov broj na 60 ratnika, ili 220 duša. Godine 1633. saveznici su Conestogama. 